# Abderahmane Hammad
Abderahmane Hammad عبدالرحمن حماد (ur. 27 maja 1977) – algierski lekkoatleta, który specjalizował się w skoku wzwyż.
Pochodził z ubogiej, pustelniczej rodziny. Jego ojciec pracował na polu gazowym w Hassi R'Mel, a matka była sprzątaczką w domu bogatego kupca z Berriane.
Międzynarodowe sukcesy na kontynencie afrykańskim zaczął osiągać jako junior, kiedy to w 1994 zdobył srebro, a w 1995 złoto podczas mistrzostw Afryki juniorów. W 1996 w Sydney odpadł w eliminacjach mistrzostw świata juniorów. Reprezentował Afrykę podczas pucharu świata w 1998 w Johannesburgu. Pierwszy w karierze złoty medal mistrzostw Afryki zdobył w 1998 roku, a w kolejnym sezonie był drugi na igrzyskach afrykańskich. W 2000 roku po wywalczeniu drugiego złota czempionatu Czarnego Lądu odniósł największy międzynarodowy zdobywając brązowy medal igrzysk olimpijskich – był to pierwszy w historii Algierii medal olimpijski w skoku wzwyż. Triumfował w igrzyskach śródziemnomorskich w 2001 roku, a na mistrzostwach świata w tym samym sezonie był dziesiąty. Trzecie złoto mistrzostw Afryki zdobył w 2002 roku, a później był czwarty w pucharze świata. Nie udało mu się awansować do finału mistrzostw świata w Paryżu (2003), igrzysk olimpijskich w Atenach (2004) oraz mistrzostw świata w Osace (2007). Srebrny medal udało mu się zdobyć na igrzyskach afrykańskich w 2007 roku. W ciągu całej kariery osiągał także sukcesy na igrzyskach oraz mistrzostwach krajów arabskich także w kategorii juniorów. Nękany kontuzjami zakończył karierę w 2010 roku.
Wielokrotnie zdobywał medale mistrzostw Algierii. Rekord życiowy: 2,34 (14 lipca 2000, Algier) – rezultat ten jest aktualnym rekordem Algierii w skoku wzwyż.

## Osiągnięcia
| Rok  | Impreza                     | Miejsce      | Pozycja           | Wynik |
| ---- | --------------------------- | ------------ | ----------------- | ----- |
| 1994 | Mistrzostwa Afryki juniorów | Algier       | 2. miejsce        | 2,09  |
| 1995 | Mistrzostwa Afryki juniorów | Bouaké       | 1. miejsce        | 2,12  |
| 1996 | Mistrzostwa świata juniorów | Sydney       | el. – 24. miejsce | 2,05  |
| 1998 | Mistrzostwa Afryki          | Dakar        | 1. miejsce        | 2,21  |
| 1998 | Puchar świata               | Johannesburg | 6. miejsce        | 2,10  |
| 1999 | Igrzyska afrykańskie        | Johannesburg | 2. miejsce        | 2,24  |
| 1999 | Mistrzostwa świata          | Sewilla      | 10. miejsce       | 2,25  |
| 2000 | Mistrzostwa Afryki          | Algier       | 1. miejsce        | 2,34  |
| 2000 | Igrzyska olimpijskie        | Sydney       | 3. miejsce        | 2,32  |
| 2001 | Igrzyska śródziemnomorskie  | Radis        | 1. miejsce        | 2,25  |
| 2001 | Mistrzostwa świata          | Edmonton     | 10. miejsce       | 2,20  |
| 2002 | Mistrzostwa Afryki          | Tunis        | 1. miejsce        | 2,25  |
| 2002 | Puchar świata               | Madryt       | 4. miejsce        | 2,15  |
| 2002 | Finał Grand Prix IAAF       | Paryż        | 3. miejsce        | 2,28  |
| 2003 | Mistrzostwa świata          | Paryż        | el. – 22. miejsce | 2,20  |
| 2004 | Igrzyska olimpijskie        | Ateny        | el. – 15. miejsce | 2,25  |
| 2007 | Igrzyska afrykańskie        | Algier       | 2. miejsce        | 2,24  |
| 2007 | Mistrzostwa świata          | Osaka        | el. – 36. miejsce | 2,14  |